# Robinson Helicopter Company

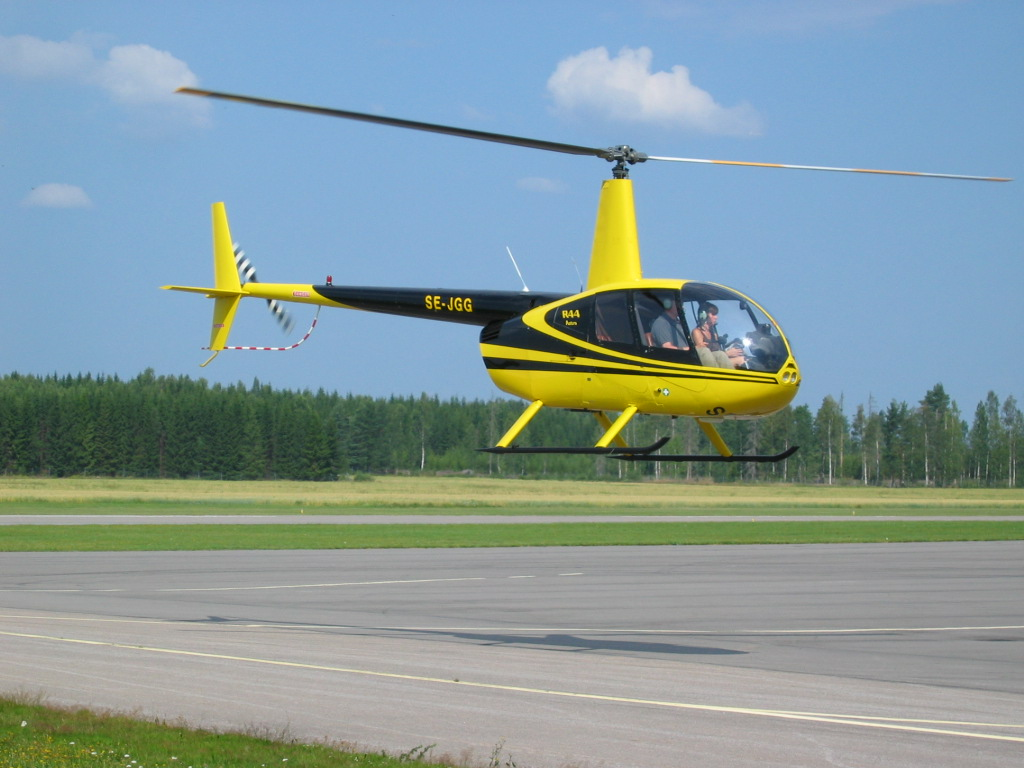
Robinson R44 Astro

Robinson Helicopter Company är en helikoptertillverkare i Torrance, Los Angeles, USA. Grundat av Frank Robinson år 1973, som även konstruerat helikoptermodellerna R22 och R44 som säljs av företaget. Idag har företaget cirka 1200 anställda och är en av världens största helikoptertillverkare.
- Robinson R22
- Robinson R44